# Pilier (rugby à sept)
Pour les articles homonymes, voir Pilier (homonymie).
Ne doit pas être confondu avec Pilier (rugby à XIII) ou Pilier (rugby à XV).
Au rugby à sept, le pilier (numéro 1 et 3 ou poste 1 et 3, en anglais : prop) est l'un des sept postes habituels d'une équipe. On trouve deux piliers dans une équipes, le pilier gauche (poste 1) et le pilier droit (poste 3). Considéré comme des avants, ils entourent le talonneur sur les phases de mêlée.

## Description du poste
Les piliers, comme à XV, évoluent soit à gauche (avec la tête libre en mêlée) soit à droite (avec la tête prise) de la mêlée. Ils sont souvent présents dans les phases de ruck pour sécuriser le ballon ou pour tenter de le récupérer. Étant généralement plus grands que leurs coéquipiers, ils sont les sauteurs en touche et également les principaux récupérateurs sous les ballons hauts des coups d'envoi. Ils peuvent également soulever les joueurs plus petits qu'eux pour les aider à réceptionner les coups d'envoi,.

## Joueurs emblématiques
Voici une liste, non-exhaustive, de quelques joueurs évoluant au poste de demi de mêlée :
- Danny Barrett
- Connor Braid
- Scott Curry
- Manoël Dall'igna
- Chris Dry
- DJ Forbes
- Ed Jenkins
- Rodrigo Isgró
- Semi Kunatani
- Kwagga Smith